# ラブ・バレット
『ラブ・バレット』（LOVE BULLET、ロゴタイプではラブ♡バレット、LOVE-BULLET）は、inee（アイニー）による日本の漫画作品。『月刊コミックフラッパー』（KADOKAWA）にて、2023年11月号から連載中。
恋愛感情を抱かないまま事故で亡くなった少女・コハルがキューピッドとして生まれ変わり、仲間たちと共に人間の恋を成就させていく姿を描いた作品である。

## あらすじ
恋することなく亡くなった子供たちは、天使のような翼を持つキューピッドとして生まれ変わる。キューピッドは、自身の成長と恋愛感情を捨てる代わりに、人々の恋を成就させることでカルマを積み重ね、人間として蘇るチャンスを得る。かつてのキューピッドは弓矢で人々を引き合わせていたが、現代のキューピッドは銃・爆弾といった近代兵器を手に取るようになっていた。
15歳で事故により命を落とした少女の桜田心陽は、5年後にキューピッドのコハルとして新たな命を得る。コハルは、自らの指導係を名乗るカンナや、その仲間であるエナ、チヨといったキューピッドたちと共に、人々を撃ち抜いて恋を成就させていく。

## キャラクター

### キューピッド
桜田 心陽（さくらだ こはる）
本作の主人公。キューピッドとして蘇った後は「コハル」と表記。使用武器は拳銃。恋愛感情を抱いたことがないが、他人の恋愛相談に乗ることには長けていた。15歳の時、親友の珠城秋から告白された直後に事故に遭い、亡くなった。その5年後にキューピッドとして蘇り、カンナ・エナ・チヨと共に人々の恋を実らせていく。
カンナ
コハルの指導係を名乗るキューピッド。使用武器はグレネードランチャー。コハルを守りたいと考えている。
エナ
冷静沈着なキューピッド。使用武器はアサルトライフル。
チヨ
活発なキューピッド。使用武器は短機関銃。

### 人間
珠城 秋（たまき あき）
心陽の5年来の親友。第1話で心陽に恋愛感情を告白した直後、彼女の事故死を目の当たりにしてしまう。その後、5年間は心陽への恋愛感情を抱き続けたが、キューピッドとなったコハルにより新たな相手に恋愛感情を抱くこととなった。

## 反響
作者のineeが2023年11月17日にXにて投稿した本作の第0話には、2024年1月時点で9000を超えるいいねが寄せられた。
2024年9月17日、作者のineeが自身のXアカウントにて、単行本第1巻の売上が低迷している旨を告知する漫画を投稿した。この発表を受け、XやReddit上にて英語圏のファンにより自主的に大々的な単行本購入促進のキャンペーンが行われた。結果として、2024年9月時点でライセンスを受けた翻訳が行われていないにも関わらず、Manga RepublicやCDJapanといった日本国外向け漫画通販サイトにおいて第1巻が売り切れる事態となった。

## 書誌情報
- inee『ラブ・バレット』KADOKAWA〈MFコミックス〉、既刊1巻（2024年7月22日現在）
  1. 2024年7月22日発売[9]、ISBN 978-4-04-683627-4